# Secretaria para a Administração e Justiça
A Secretaria para a Administração e Justiça (SAJ) (em chinês: 行政法務司) é a entidade responsável pela definição das políticas da área de administração e justiça e pela fiscalização dos serviços públicos da referida área, do Governo da Região Administrativa Especial de Macau, cujo secretário é o titular dos principais cargos e é nomeado pelo Conselho de Estado da República Popular da China (Governo Popular Central), sob proposta do Chefe do Executivo. O Secretário para a Administração e Justiça está em primeiro lugar entre os cincos secretários na ordem de precedência para a substituição do Chefe do Executivo quando o mesmo estiver impedido as suas funções, e é também o membro nato do Conselho Executivo.

## Competências
O Secretário para a Administração e Justiça exerce as competências nas seguintes áreas da governação :
- Administração pública;
- Assuntos municipais;
- Tradução e divulgação jurídicas;
- Assuntos legislativos e de administração de justiça;
- Identificação civil e criminal;
- Orientação e coordenação dos sistemas registral e notarial;
- Produção do Boletim Oficial da Região Administrativa Especial de Macau.

## Estrutura orgânica
|                                                         |                                                         |                                                         |                                                         |                                                         |                                                         |  |  |                                              |                                              |                                              |                                              |                                              |                                              |  |  |                                        |                                        |                                        |                                        |                                        |                                        | Secretaria para a Administração e Justiça |  |                  |                  |                  |                  |                  |                  |  |  |                                       |                                       |                                       |                                       |                                       |                                       |  |  |                                          |                                          |                                          |                                          |                                          |                                          |  |  |                  |                  |                  |                  |                  |                  |  |  |
|                                                         |                                                         |                                                         |                                                         |                                                         |                                                         |  |  |                                              |                                              |                                              |                                              |                                              |                                              |  |  |                                        |                                        |                                        |                                        |                                        |                                        |                                           |  |                  |                  |                  |                  |                  |                  |  |  |                                       |                                       |                                       |                                       |                                       |                                       |  |  |                                          |                                          |                                          |                                          |                                          |                                          |  |  |                  |                  |                  |                  |                  |                  |  |  |
|                                                         |                                                         |                                                         |                                                         |                                                         |                                                         |  |  |                                              |                                              |                                              |                                              |                                              |                                              |  |  |                                        |                                        |                                        |                                        |                                        |                                        |                                           |  |                  |                  |                  |                  |                  |                  |  |  |                                       |                                       |                                       |                                       |                                       |                                       |  |  |                                          |                                          |                                          |                                          |                                          |                                          |  |  |                  |                  |                  |                  |                  |                  |  |  |
|                                                         |                                                         |                                                         |                                                         |                                                         |                                                         |  |  |                                              |                                              |                                              |                                              |                                              |                                              |  |  |                                        |                                        |                                        |                                        |                                        |                                        |                                           |  |                  |                  |                  |                  |                  |                  |  |  |                                       |                                       |                                       |                                       |                                       |                                       |  |  |                                          |                                          |                                          |                                          |                                          |                                          |  |  |                  |                  |                  |                  |                  |                  |  |  |
|                                                         |                                                         |                                                         |                                                         |                                                         |                                                         |  |  |                                              |                                              | Gabinete do SAJ                              |                                              |                                              |                                              |  |  |                                        |                                        |                                        |                                        |                                        |                                        |                                           |  |                  |                  |                  |                  |                  |                  |  |  |                                       |                                       |                                       |                                       |                                       |                                       |  |  |                                          |                                          |                                          |                                          |                                          |                                          |  |  |                  |                  |                  |                  |                  |                  |  |  |
|                                                         |                                                         |                                                         |                                                         |                                                         |                                                         |  |  |                                              |                                              |                                              |                                              |                                              |                                              |  |  |                                        |                                        |                                        |                                        |                                        |                                        |                                           |  |                  |                  |                  |                  |                  |                  |  |  |                                       |                                       |                                       |                                       |                                       |                                       |  |  |                                          |                                          |                                          |                                          |                                          |                                          |  |  |                  |                  |                  |                  |                  |                  |  |  |
|                                                         |                                                         |                                                         |                                                         |                                                         |                                                         |  |  |                                              |                                              |                                              |                                              |                                              |                                              |  |  |                                        |                                        |                                        |                                        |                                        |                                        |                                           |  |                  |                  |                  |                  |                  |                  |  |  |                                       |                                       |                                       |                                       |                                       |                                       |  |  |                                          |                                          |                                          |                                          |                                          |                                          |  |  |                  |                  |                  |                  |                  |                  |  |  |
| Direcção dos Serviços de Administração e Função Pública | Direcção dos Serviços de Administração e Função Pública | Direcção dos Serviços de Administração e Função Pública | Direcção dos Serviços de Administração e Função Pública | Direcção dos Serviços de Administração e Função Pública | Direcção dos Serviços de Administração e Função Pública |  |  | Direcção dos Serviços de Assuntos de Justiça | Direcção dos Serviços de Assuntos de Justiça | Direcção dos Serviços de Assuntos de Justiça | Direcção dos Serviços de Assuntos de Justiça | Direcção dos Serviços de Assuntos de Justiça | Direcção dos Serviços de Assuntos de Justiça |  |  | Direcção dos Serviços de Identificação | Direcção dos Serviços de Identificação | Direcção dos Serviços de Identificação | Direcção dos Serviços de Identificação | Direcção dos Serviços de Identificação | Direcção dos Serviços de Identificação |                                           |  | Imprensa Oficial | Imprensa Oficial | Imprensa Oficial | Imprensa Oficial | Imprensa Oficial | Imprensa Oficial |  |  | Instituto para os Assuntos Municipais | Instituto para os Assuntos Municipais | Instituto para os Assuntos Municipais | Instituto para os Assuntos Municipais | Instituto para os Assuntos Municipais | Instituto para os Assuntos Municipais |  |  | Centro de Formação Jurídica e Judiciária | Centro de Formação Jurídica e Judiciária | Centro de Formação Jurídica e Judiciária | Centro de Formação Jurídica e Judiciária | Centro de Formação Jurídica e Judiciária | Centro de Formação Jurídica e Judiciária |  |  | Fundo de Pensões | Fundo de Pensões | Fundo de Pensões | Fundo de Pensões | Fundo de Pensões | Fundo de Pensões |  |  |

## Mandatos de cada Secretário(a)
- Florinda da Rosa Silva Chan (20 de Dezembro de 1999 a 19 de Dezembro de 2014)
- Chan Hoi Fan Sonia (20 de Dezembro de 2014 a 19 de Dezembro de 2019)
- Cheong Weng Chon (20 de Dezembro de 2019 até o presente)